# Протијум
Протијум је најчешћи изотоп водоника.
Још постојећи изотопи водоника су  деутеријум и трицијум. Име протијум потиче од грчке ријечи протон (πρõτον) : „Први“.
Хемијски симбол за протијум је 1H.
За разлику од деутеријума и трицијума, протијум не посједује неутрон у атомском језгру, већ само један протон. Стога овај изотоп није радиоактиван односно стабилан је. Обична вода (H2O) садржи водоников изотоп протијум.
Заступљеност изотопа је према према сљедећем приказу:
- Протијум (1H) 99,985%
- Деутеријум (2H, D) 0,0145%
- Трицијум (3H, T) 10–15 %